# Porrhotegaeus ornatus
Porrhotegaeus ornatus är en kvalsterart som beskrevs av Balogh och Sandór Mahunka 1966. Porrhotegaeus ornatus ingår i släktet Porrhotegaeus och familjen Eutegaeidae. Inga underarter finns listade i Catalogue of Life.